# Firmware
Firmware je ime za mali fiksni program i datotečne strukture koje se koriste za upravljanje raznih elektronskih uređaja kao: daljinski upravljači, kalkulatori, dijelovi računarskog sustava kao tvrdi disk, tipkovnice, memorijske kartice, te elektronski instrumenti i industrijska robotika.
Firmware je trajno zapisan u stalnu memoriju pa je s njome "srastao" zbog čega predstavlja kombinaciju programske podrške i sklopovlja.

## Princip rada firmwarea
Firmware koristi "stalnu" memoriju tj.memoriju koju se može koristiti i dok nije priključena na napajanje (npr. ROM, EPROM i flash memorija).

## Modificiranje i zamjena firmwarea
Promjena Firmwarea na uređajima rijetko je moguća zbog njihove trajnosti, a kod nekih uređaja je firmware memorija trajno instalirana i onemogućena je zamjena. Firmware se najčešće mijenja kako bi se uklonili bugovi (greške u sustavu) ili kako bi se uređaju dodalo više funkcija. Ovakve promjene na firmwareu uređaja mogu tražiti i fizičku zamjenu integriranih krugova u samom uređaju.